# 上塘镇 (永嘉县)
上塘镇为浙江省永嘉县县政府驻地，全县政治、文化中心，位于永嘉县南部，楠溪江下游。2011年永嘉县行政区划调整时撤销，辖区划入新设立的东城街道、北城街道、南城街道。

## 基本情况
永嘉在隋文帝开皇九年（公元589年）前称永宁县，清朝时，改称永宁乡，上塘属永宁乡三十九都。这里原是一片湖塘水浦，下塘（龙泉山）与屿山（蟾山）将此都分成三塘（上塘、中塘、下塘）三浦（浦东、浦西、浦口），因地处屿山上部，故名上塘。现所称的上塘镇，由原上塘镇、中塘乡、路口乡、峙口乡、东岸乡5个乡镇合并而成，总辖83个行政村、5个社区居委会，165个党支部，2949名党员，镇域面积157平方公里，总人口10.42万。

## 地理
上塘镇四周环山，地似盆地，楠溪江从中穿越，城区属楠溪江下游洪积平原，地势平缓。全镇最高海拔高度为746米。境内有三条溪，北向有路口溪，流域面积40.3平方公里，主流长度18.5公里；西北向有中塘溪，流域面积34平方公里，主流长度14.5公里；西南向有下塘溪，流域面积19.4平方公里，主流长度8.5公里。境内森林覆盖率为59.6%。

## 经济状况
2007年，全镇第一产业产值40246万元，第二产业产值73362万元，第三产业产值175784万元，财政总收入2.92亿元。农民人均收入6542元，人均生产总值24298元。

## 文化和名胜
有屿山古文化遗址、正门山古文化遗址、孝佑官、潘希圣墓、杨府山庙等县文物保护单位。文化风情有农历二月十五的庙会、端午节赛龙舟以及逝去的风俗——挂珠囤。每年端午，下塘四个村，上塘四个村各出龙舟在楠溪江上比赛，规模较大，场面热闹非凡，自1997年后，为考虑安全之故，政府引导民间暂作停办。至于正月初在祠堂挂珠囤的风俗，自文革开始后已逐步消逝于民间，亟待挖掘、整理、传承。